# PAGR1
PAGR1 (англ. PAXIP1 associated glutamate rich protein 1) – білок, який кодується однойменним геном, розташованим у людей на 16-й хромосомі. Довжина поліпептидного ланцюга білка становить 254 амінокислот, а молекулярна маса — 27 716.
| 10         |  | 20         |  | 30         |  | 40         |  | 50         |
| ---------- |  | ---------- |  | ---------- |  | ---------- |  | ---------- |
| MSLARGHGDT |  | AASTAAPLSE |  | EGEVTSGLQA |  | LAVEDTGGPS |  | ASAGKAEDEG |
| EGGREETERE |  | GSGGEEAQGE |  | VPSAGGEEPA |  | EEDSEDWCVP |  | CSDEEVELPA |
| DGQPWMPPPS |  | EIQRLYELLA |  | AHGTLELQAE |  | ILPRRPPTPE |  | AQSEEERSDE |
| EPEAKEEEEE |  | KPHMPTEFDF |  | DDEPVTPKDS |  | LIDRRRTPGS |  | SARSQKREAR |
| LDKVLSDMKR |  | HKKLEEQILR |  | TGRDLFSLDS |  | EDPSPASPPL |  | RSSGSSLFPR |
| QRKY       |  |            |  |            |  |            |  |            |

A: Аланін

C: Цистеїн

D: Аспарагінова кислота

E: Глутамінова кислота

F: Фенілаланін

G: Гліцин

H: Гістидин

I: Ізолейцин

K: Лізин

L: Лейцин

M: Метіонін

P: Пролін

Q: Глутамін

R: Аргінін

S: Серин

T: Треонін

V: Валін

W: Триптофан

Кодований геном білок за функцією належить до фосфопротеїнів. 
Задіяний у таких біологічних процесах, як транскрипція, регуляція транскрипції, пошкодження ДНК, репарація ДНК, рекомбінація ДНК. 
Локалізований у ядрі.